# Szikszai Tibor
Szikszai Tibor (Bánffyhunyad, 1927. július 24. – Nagyvárad, 2004. szeptember 14.) erdélyi magyar pedagógus, pedagógiai szakíró.

## Életútja, munkássága
A kolozsvári tanítóképzőben szerzett tanítói oklevelet 1947-ben; majd már gyakorló tanítóként a kolozsvári Tanárképző Főiskolán 1962-ben történelem–magyar szakos tanári képesítést. Előzőleg 1947–50 között igazgató-tanító Érbogyoszlón, 1950–51-ben Bályokon, majd 1961-ig Nagyváradon. 1961-től nyugdíjazásáig (1987) ugyanott megyei szakfelügyelő, a Bihar Megyei Pedagógusok Háza magyar tagozatának vezetője és az 1970–80 között háromhavonként megjelenő módszertani tájékoztatójának (Buletinul de Informare a Casei Corpului Didactic) szerkesztője. A Filológiai Társaságnak megalakulásától nyugdíjba vonulásáig volt tagja.
Cikkei jelentek meg a helyi napilapokon kívül az Előrében és a Tanügyi Újságban.